# Mesvres
Mesvres ist eine französische Gemeinde mit 744 Einwohnern (Stand: 1. Januar 2022) im Département Saône-et-Loire in der Région Bourgogne-Franche-Comté. Die Gemeinde gehört zum Arrondissement Autun und zum Kanton Autun-2 (bis 2015: Kanton Mesvres).

## Geografie
Mesvres liegt etwa zwölf Kilometer südsüdwestlich von Autun. Umgeben wird Mesvres von den Nachbargemeinden Brion im Norden, Autun im Nordosten, Broye im Osten, Saint-Symphorien-de-Marmagne im Südosten, La Chapelle-sous-Uchon im Süden sowie Étang-sur-Arroux im Westen und Nordwesten.

## Geschichte und Bevölkerungsentwicklung
Das Gründungsjahr eines Martinsklosters (später Priorat St. Martin) liegt im Dunkel der Geschichte. Es erscheint als „Magavero“ in den Urkunden Kaiser Ludwigs des Frommen, die der Bischof von Autun 843 dem westfränkischen König Karl dem Kahlen zur Bestätigung vorlegt (Regesta Imperii I,2,1,366). In einer auf 973–974 datierbaren Urkunde gewährt Papst Benedikt VI. dem Abt von „Magabrensis“ ein Privileg (Reg.Imp.II,5,510). Es soll um 994 dem Kloster Cluny angeschlossen oder unterstellt worden sein. Das beweist die Nennung des Klosters in einer Besitzbestätigungsurkunde Papst Gregors V. für Abt Odilo von Cluny (Reg.Imp.II,5,826).
| Jahr                      | 1962 | 1968 | 1975 | 1982 | 1990 | 1999 | 2006 | 2013 | 2019 |
| Einwohner                 | 949  | 854  | 930  | 890  | 836  | 840  | 839  | 769  | 754  |
| Quelle: Cassini und INSEE |      |      |      |      |      |      |      |      |      |

## Verkehr
Mesvres liegt an der Bahnstrecke Nevers–Chagny und wird im Regionalverkehr durch TER-Züge bedient.

## Sehenswürdigkeiten
- Kirche Notre-Dame-de-l'Assomption aus dem 12. Jahrhundert
- Priorei Saint-Martin, 843 auf den Fundamenten eines antiken Tempels errichtet
- Kapelle Notre-Dame-de-la-Certenue aus dem 17. Jahrhundert

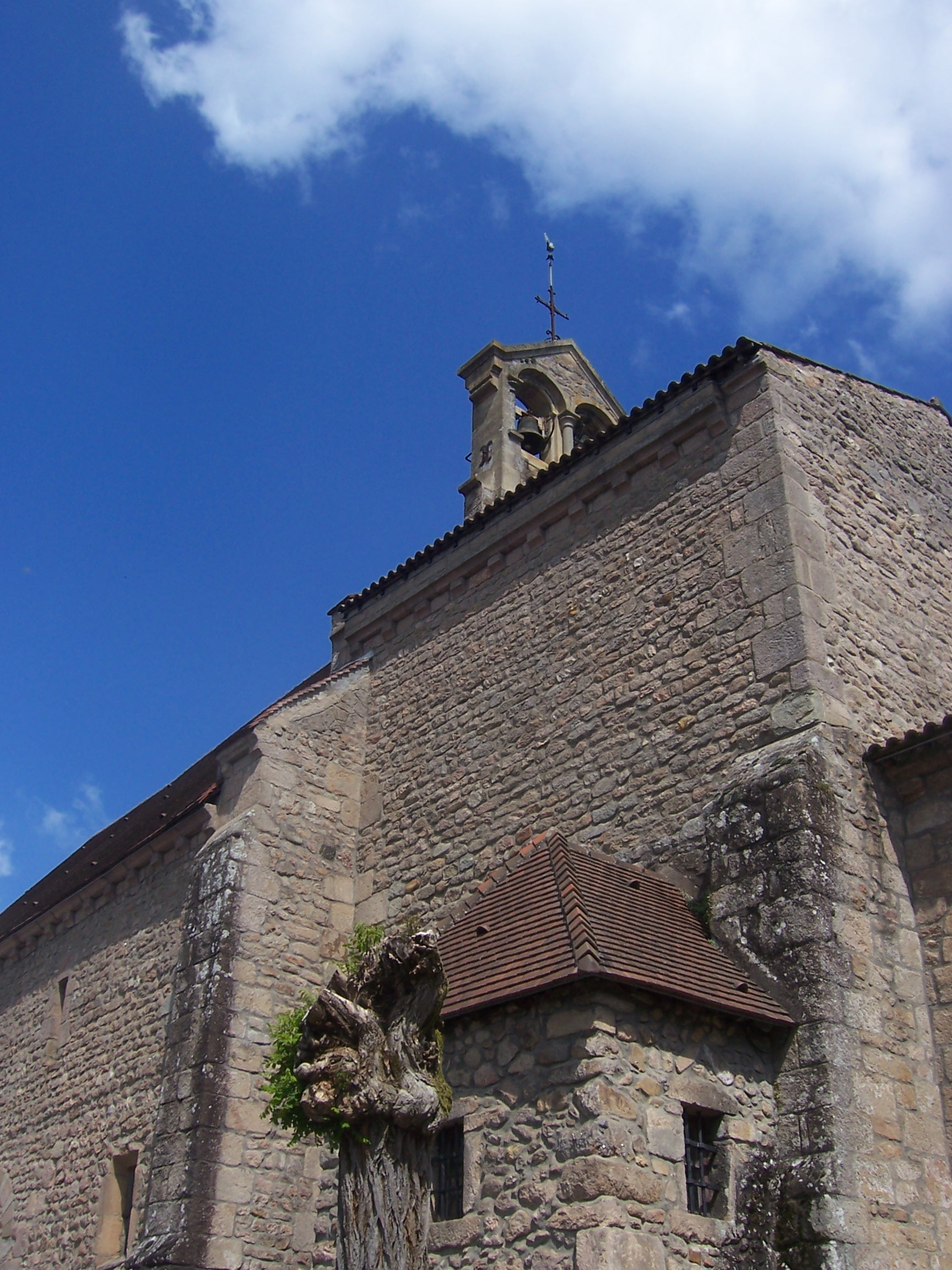
Kirche Notre-Dame-de-l'Assomption